# Ethiopian Knights
Ethiopian Knights è un album di Donald Byrd, pubblicato dalla Blue Note Records nell'aprile del 1972. Il disco fu registrato al A&M Studios di Los Angeles, California (Stati Uniti).

## Tracce
Brani composti da Donald Byrd
Lato A
1. The Emperor – 15:40 – Registrato il 25 agosto 1971
2. Jamie – 4:00 – Registrato il 25 agosto 1971

Lato B
1. The Little Rasti – 17:44 – Registrato il 26 agosto 1971

## Musicisti
A1 e A2
- Donald Byrd - tromba
- Thurman Green - trombone
- Harold Land - sassofono tenore
- Bobby Hutcherson - vibrafono
- Joe Sample - organo
- Bill Henderson III - pianoforte elettrico
- Don Peake - chitarra
- Greg Poree - chitarra
- Wilton Felder - basso elettrico
- Ed Greene - batteria
- Bobbye Porter Hall - congas, tamburello

B1
- Donald Byrd - tromba
- Thurman Green - trombone
- Harold Land - sassofono tenore
- Bobby Hutcherson - vibrafono
- Joe Sample - organo
- Bill Henderson III - pianoforte elettrico
- Don Peake - chitarra
- David T. Walker - chitarra
- Wilton Felder - basso elettrico
- Ed Greene - batteria
- Bobbye Porter Hall - congas, tambourine[4]